# Acil-KoA oksidaza
Acil-KoA oksidaza (EC 1.3.3.6, masni acil-KoA oksidaza, acil koenzim A oksidaza, masni acil-koenzim A oksidaza) je enzim sa sistematskim imenom acil-KoA:kiseonik 2-oksidoreduktaza. Ovaj enzim katalizuje sledeću hemijsku reakciju:
acil-KoA + O2 {\displaystyle \rightleftharpoons } trans-2,3-dehidroacil-KoA +2O2
Ovaj enzim je flavoprotein (FAD). On deluje na KoA derivate masnih kiselina sa lancem duhim od 8 do 18 ugljenika.

## Literatura
- Nicholas C. Price; Lewis Stevens (1999). Fundamentals of Enzymology: The Cell and Molecular Biology of Catalytic Proteins (Third изд.). USA: Oxford University Press. ISBN 019850229X.
- Eric J. Toone (2006). Advances in Enzymology and Related Areas of Molecular Biology, Protein Evolution (Volume 75 изд.). Wiley-Interscience. ISBN 0471205036.
- Branden C; Tooze J. Introduction to Protein Structure. New York, NY: Garland Publishing. ISBN 0-8153-2305-0.
- Irwin H. Segel. Enzyme Kinetics: Behavior and Analysis of Rapid Equilibrium and Steady-State Enzyme Systems (Book 44 изд.). Wiley Classics Library. ISBN 0471303097.
- William P. Jencks (1987). Catalysis in Chemistry and Enzymology. Dover Publications. ISBN 0486654605.

## Spoljašnje veze
- Acyl-CoA+oxidase на 